# Jackie Collins

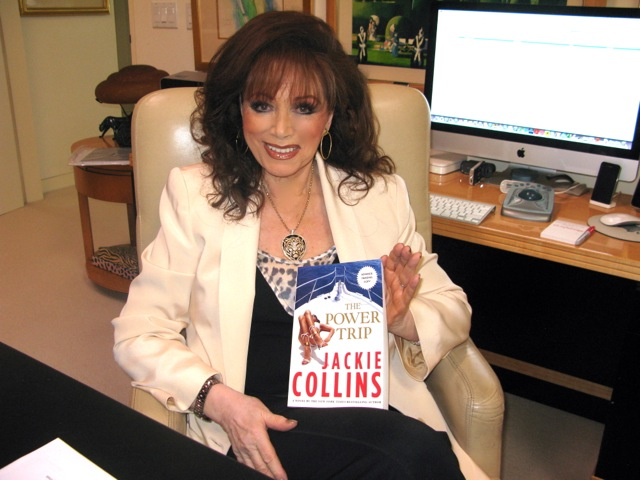
Jackie Collins (2013)

Jacqueline Jill „Jackie“ Collins OBE (* 4. Oktober 1937 in Hampstead (London); † 19. September 2015 in Beverly Hills, Kalifornien) war eine britisch-US-amerikanische Schriftstellerin und Schauspielerin. Sie besaß neben der britischen seit Mai 1960 auch die US-amerikanische Staatsbürgerschaft.

## Leben
Jackie Collins ist die Tochter von Elsa (geb. Bessant) Collins (gest. 1962) und Joseph William Collins (gestorben 1988), einem Theateragenten, zu dem später auch Kunden gehörten wie Shirley Bassey, die Beatles und Tom Jones. Collins’ in Südafrika geborener Vater war Jude und ihre britische Mutter war Anglikanerin. Ihre ältere Schwester ist die Schauspielerin Joan Collins. Sie hat auch einen jüngeren Bruder, der Makler Bill Collins.
Collins besuchte in London die Francis-Holland-Schule, eine unabhängige Tagesschule für Mädchen, die sie im Alter von 15 Jahren wieder verlassen musste, weil sie eine kurze Affäre mit dem 29-jährigen Marlon Brando hatte.
Collins heiratete 1960 Wallace Austin. 1961 wurde ihre erste Tochter geboren und schon vier Jahre später ließ sich Collins scheiden, um 1965 den Kunstgaleristen und Nachtclubbesitzer Oscar Lerman zu heiraten. Aus dieser Ehe gingen zwei weitere Töchter hervor. 1992 starb ihr zweiter Ehemann an Prostatakrebs. 1994 verlobte sich Collins mit dem in Los Angeles ansässigen Geschäftsmann Frank Calcagnini, der 1998 an einem Gehirntumor starb.
2007 wurde bei ihr Brustkrebs diagnostiziert. Im September 2015 starb Collins im Alter von 77 Jahren an dieser Erkrankung.

## Karriere
In den 1950er Jahren trat Collins in Schauspielrollen in einer Reihe britischer Filme auf und arbeitete unter anderem als Sängerin neben dem jungen Des O’Connor. Ihre Eltern schickten sie dann nach Los Angeles, um bei ihrer älteren Schwester Joan zu leben. Dort spielte Collins kleinere Nebenrollen in britischen Filmen wie Kapitän Seekrank, Rock You Sinners, The Safecracker, Intent to Kill, Passport to Shame und der Shakedown. Nach kleineren Auftritten in Fernsehserien wie Danger Man und The Saint gab Collins die Schauspielkarriere auf, obwohl sie 1980 kurz in der Fernsehserie Minder spielte.
Jackie Collins wechselte von der Schauspielerei zum Schreiben von Romanen. 1968 veröffentlichte sie ihr erstes Buch The World Is Full of Married Men, das ein Bestseller wurde. Während ihrer schriftstellerischen Karriere schrieb sie in 38 Jahren mehr als 30 Bücher. Acht ihrer Romane wurden entweder als Film oder als Fernsehserie adaptiert, darunter Hollywood Wives mit Farrah Fawcett und Anthony Hopkins. Mit ihren oftmals erotischen Liebesromanen war sie zwar bei Kritikern nicht sonderlich beliebt, erreichte aber ein Millionenpublikum von Lesern und verfasste zahlreiche Bestseller.

## Veröffentlichungen (Auswahl)
Einzelromane
- The World Is Full of Married Men (1968)
- The Stud (1969)
- Sinners (1971)
- The Love Killers (1974)
- The World Is Full of Divorced Women (1975)
- Lovers and Gamblers (1977)
- The Bitch (1979)
- Rock Star (1988)
- American Star (1993)
- Thrill! (1998)
- Lovers & Players (2006)
- Married Lovers (2008)
- Poor Little Bitch Girl (2009)
- The Power Trip (2012)

Hollywood
- Hollywood Wives (1983)
- Hollywood Husbands (1986)
- Hollywood Kids (1994)
- Hollywood Wives: The New Generation (2001)
- Hollywood Divorces (2003)

Santangelo
- Chances (1981)
- Lucky (1985)
- Lady Boss (1990)
- Vendetta: Lucky’s Revenge (1996)
- Dangerous Kiss (1999)
- Drop Dead Beautiful (2007)
- Goddess of Vengeance (2011)
- Confessions of a Wild Child (2013)
- The Santangelos (2015)

Weitere Werke
- The Lucky Santangelo Cookbook (2014)

## Filmografie
- 1954: For Better, for Worse
- 1955: ITV Play of the Week
- 1955: The Missing Scientists
- 1956: They Never Learn
- 1957: Educated Evans
- 1957: Kapitän Seekrank (Barnacle Bill)
- 1957: It Could Be You
- 1958: Undercover Girl
- 1958: Rock You Sinners
- 1958: Safeknacker Nr. 1
- 1958: Duell mit dem Tod (Intent to Kill)
- 1958: Eddie, Tod und Teufel (Passport to Shame)
- 1960: Shakedown
- 1960: Während einer Nacht (During One Night)
- 1961: Geheimauftrag für John Drake – The Contessa
- 1963: Simon Templar (The Saint; Fernsehserie, Folge: Starring the Saint)
- 1965: Compact
- 1989: Michael Jackson: Liberian Girl
- 1999: Jackie’s Back!
- 2015: Sharknado 3